# 920 Rogeria
920 Rogeria је астероид главног астероидног појаса са пречником од приближно 23,89 .
Афел астероида је на удаљености од 2,898 астрономских јединица (АЈ) од Сунца, а перихел на 2,345 АЈ. 
Ексцентрицитет орбите износи 0,105, инклинација (нагиб) орбите у односу на раван еклиптике 11,577 степени, а орбитални период износи 1550,866 дана (4,246 године). 
Апсолутна магнитуда астероида је 11,19 а геометријски албедо 0,103.
Астероид је откривен 1. септембра 1919. године.